# Barry O'Meara

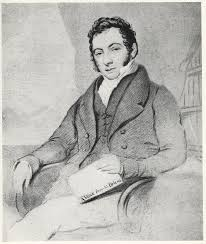
O'Meara, segurando um exemplar de seu livro, A Voice From St. Helena (1822)

Barry Edward O'Meara  (1786-1836), nascido em Newtown House, Newtown-on-Sea (agora conhecido como Blackrock), Dublin, foi um cirurgião irlandês e membro fundador do Reform Club, que acompanhou Napoleão a Santa Helena e se tornou seu médico, tendo sido cirurgião a bordo do HMS Bellerophon quando o imperador se rendeu. Formou-se em medicina no Trinity College Dublin.

## Vida
O'Meara é lembrado como o autor de Napoleon in Exile, or A Voice From St. Helena (1822), um livro que acusou Sir Hudson Lowe de maltratar o ex-imperador. Menos conhecidas são suas cartas secretas que ele enviou clandestinamente de Santa Helena para um funcionário do Almirantado em Londres. Essas cartas lançam uma luz única sobre o estado de espírito de Napoleão como cativo e as causas de suas queixas contra Lowe e o governo britânico.
O'Meara também foi o médico que realizou a primeira operação médica em Napoleão: extraindo um dente do siso no outono de 1817.

## Legado
A neta de O'Meara, Kathleen O'Meara, era uma escritora católica baseada em Paris.